# Klaas Vantornout
Klaas Vantornout est un coureur de cyclo-cross belge né le 19 mai 1982 à Roulers. Spécialiste du cyclo-cross, il est double champion de Belgique de la discipline en 2013 et 2015.

## Biographie
En janvier 2015, il devient pour la deuxième fois en trois ans champion de Belgique de cyclo-cross. En février, il termine cinquième des mondiaux de cyclo-cross.
Il met un terme à sa carrière de coureur à l'issue de la saison de cyclo-cross 2017-2018.

## Palmarès en cyclo-cross

### Par années
- 1999-2000
  - 3e du championnat de Belgique de cyclo cross juniors
- 2000-2001
  - Lichtaart
- 2002-2003
  - Zelzate
- 2003-2004
  - Cyclo Cross International de Beuvry, Beuvry
  - Internationales Radquer Steinmaur, Steinmaur
  - Coupe du monde #6 Espoirs, Pijnacker
  - Superprestige #1 Espoirs, Ruddervoorde
  - Trophée GvA #1 Espoirs, Koppenbergcross
- 2005-2006
  - GP de la Commune de Contern, Contern
- 2006-2007
  - 2e du championnat de Belgique de cyclo cross
- 2007-2008
  - Cyclo Cross, Knokke-Heist
  - Vlaamse Houtlandcross, Eernegem
  - Vlaamse Druivenveldrit, Overijse
  - Sylvester Cyclo-Cross, Torhout
  - Grand Prix Eecloonaar, Eeklo
  - Cyclo Cross Heerlen, Heerlen
- 2008-2009
  - Superprestige #8, Gieten
  - Nacht van Woerden, Woerden
  - Sylvestercyclocross, Torhout
  - Opening Veldrit, Dudzele
- 2009-2010
  - Grand Prix Jozef Defoor, Otegem
  -  Médaillé d'argent au championnat du monde de cyclo-cross
  - 2e du championnat de Belgique de cyclo cross
- 2010-2011
  - Superprestige #8, Middelkerke
  - G.P. Stad Eeklo, Eeklo
  - 6e de la Coupe du monde
  - 6e du championnat du monde de cyclo-cross
- 2011-2012
  - 4e de la Coupe du monde
  - 6e du championnat du monde de cyclo-cross
- 2012-2013
  -  Champion de Belgique de cyclo-cross
  -  Médaillé d'argent au championnat du monde de cyclo-cross
  - Superprestige #5, Gieten
  - Superprestige #8, Middelkerke
  - Kermiscross, Ardooie
  - Cyclocross Otegem, Otegem
  - 7e de la Coupe du monde
- 2013-2014
  - Superprestige #1, Ruddervoorde
  - Kermiscross, Ardooie
  - 6e de la Coupe du monde
- 2014-2015
  -  Champion de Belgique de cyclo-cross
  - Steenbergcross, Erpe-Mere
  - Superprestige #4, Gavere
  - 5e du championnat du monde de cyclo-cross
- 2016-2017
  - EKZ CrossTour #1, Baden
- 2017-2018
  - EKZ Cross Tour #1, Baden

### Classements
| Épreuve / Édition       | 2005/2006 | 2006/2007 | 2007/2008 | 2008/2009 | 2009/2010 | 2010/2011 | 2011/2012 | 2012/2013 | 2013/2014 | 2014/2015 |
| Championnat du monde    | 12e       | 15e       | 10e       | 10e       | 2e        | 6e        | 6e        | 2e        | 4e        | 5e        |
| Coupe du monde          |           | 8e        | 5e        | 10e       | 4e        | 6e        | 4e        | 7e        | 6e        |           |
| Superprestige           | 22e       | 7e        | 11e       | 2e        | 4e        | 6e        | 5e        | 3e        | 4e        |           |
| Trophée GVA/Bpost       | 23e       | 18e       | 19e       | 28e       | 8e        | 6e        | 10e       | 2e        | 7e        |           |
| Championnat de Belgique |           | 2e        | 6e        | ab.       | 2e        | 5e        | -         | 1er       | -         | 1er       |

## Palmarès sur route

### Par années
- 2012
  - 3e du Tour du Limbourg

### Classements mondiaux
| Année           | 2007  | 2008 | 2009 | 2010  | 2011 | 2012 |
| --------------- | ----- | ---- | ---- | ----- | ---- | ---- |
| UCI Europe Tour | 1092e |      |      | 1186e |      | 553e |